# Col d'Oderen
Le col d'Oderen  est un passage secondaire du massif vosgien entre la vallée de la Moselotte dans les Vosges et la vallée de la Thur dans le Haut-Rhin. Situé à 884 mètres, il est d'accès facile mais peu emprunté par les poids lourds.

## Histoire

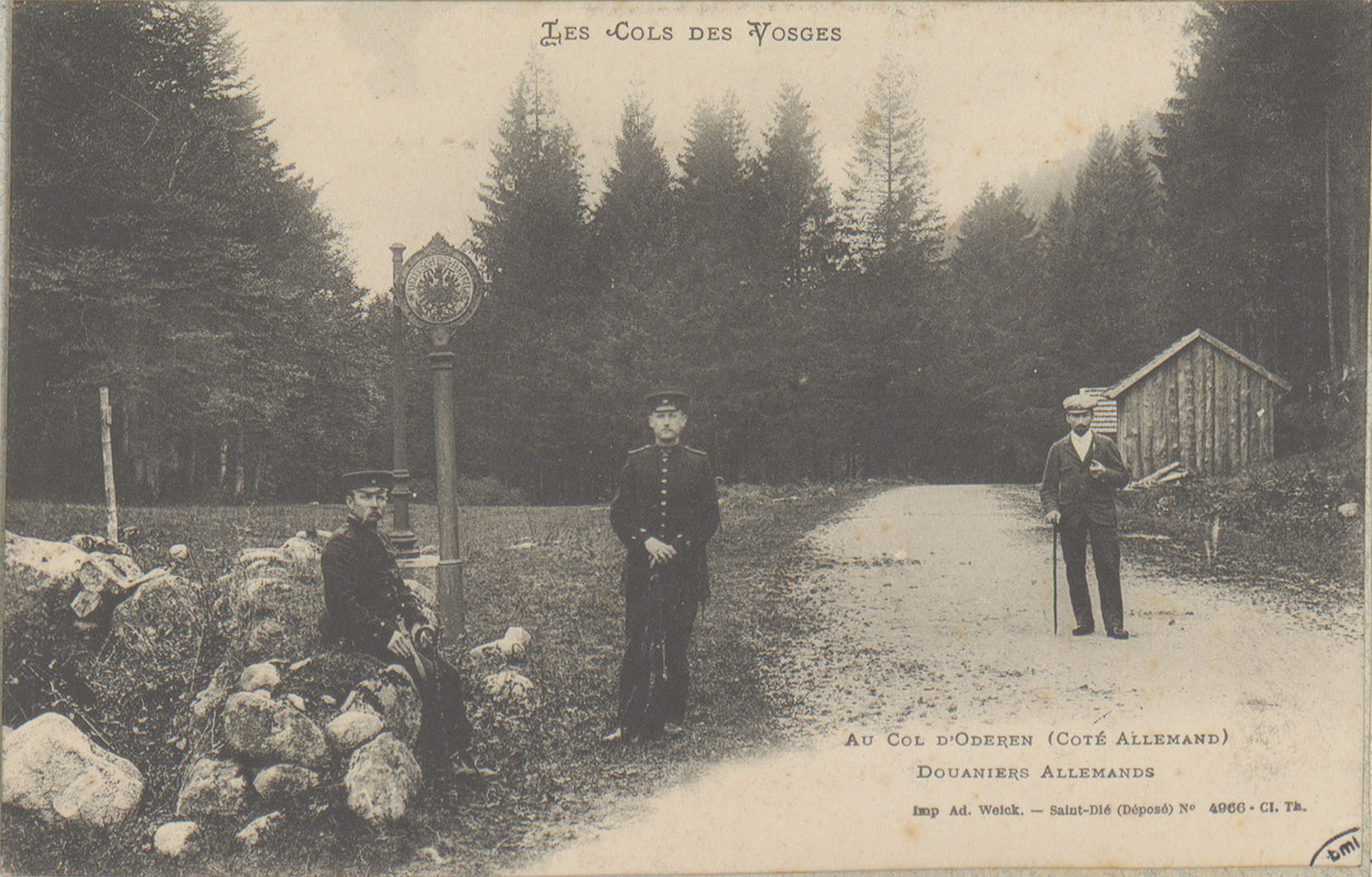
Douaniers allemands au col d'Oderen, côté allemand (coll. Adolphe Weick).

## Cyclisme
Le Tour de France cycliste l'a franchi en 1972, avec un passage en tête du Portugais Joaquim Agostinho, et lors du Tour 2014, à l'occasion de la 10e étape, avec un passage en tête de l'Espagnol Joaquim Rodríguez.

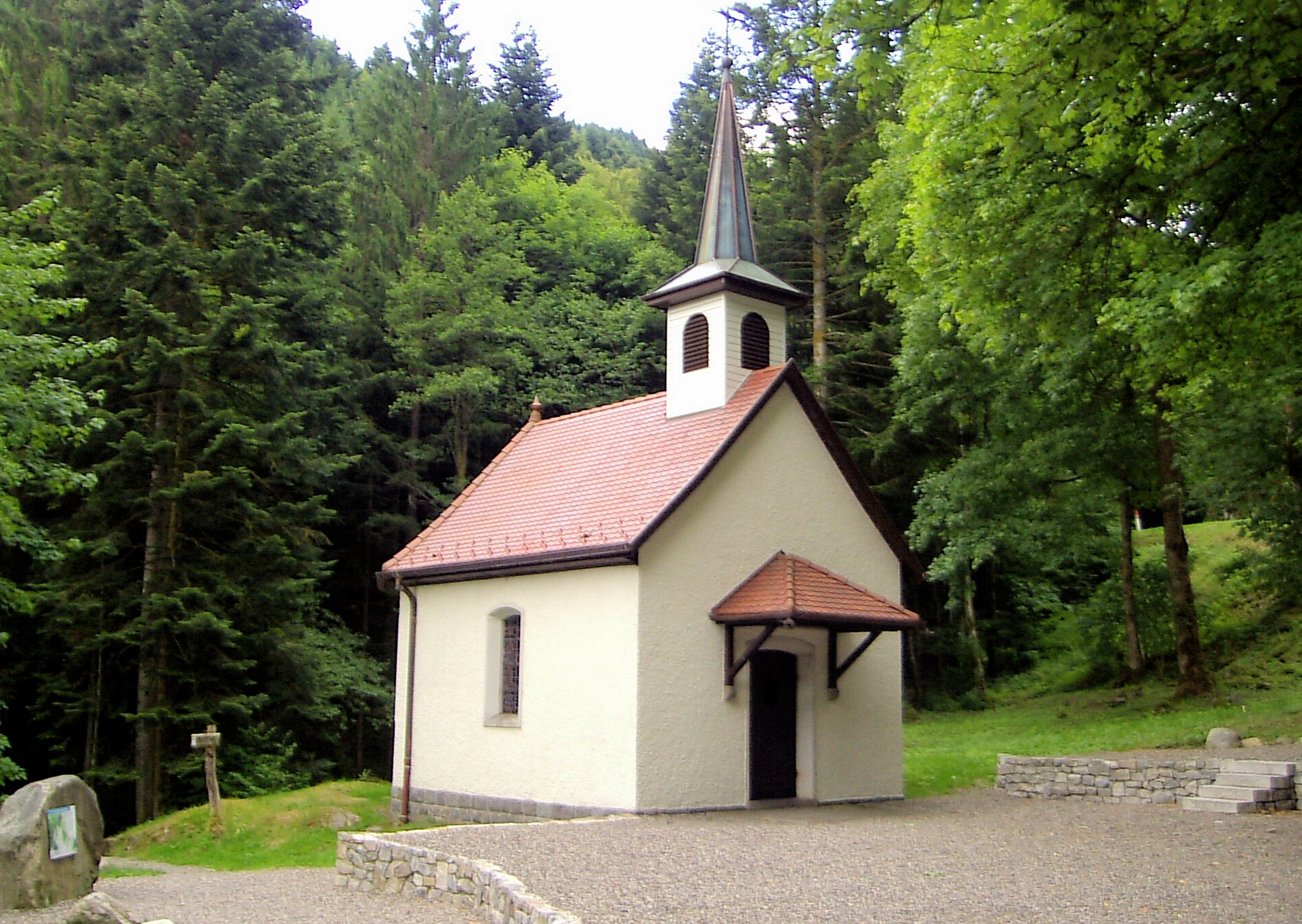
La chapelle Saint-Nicolas sur le chemin du col d’Oderen.
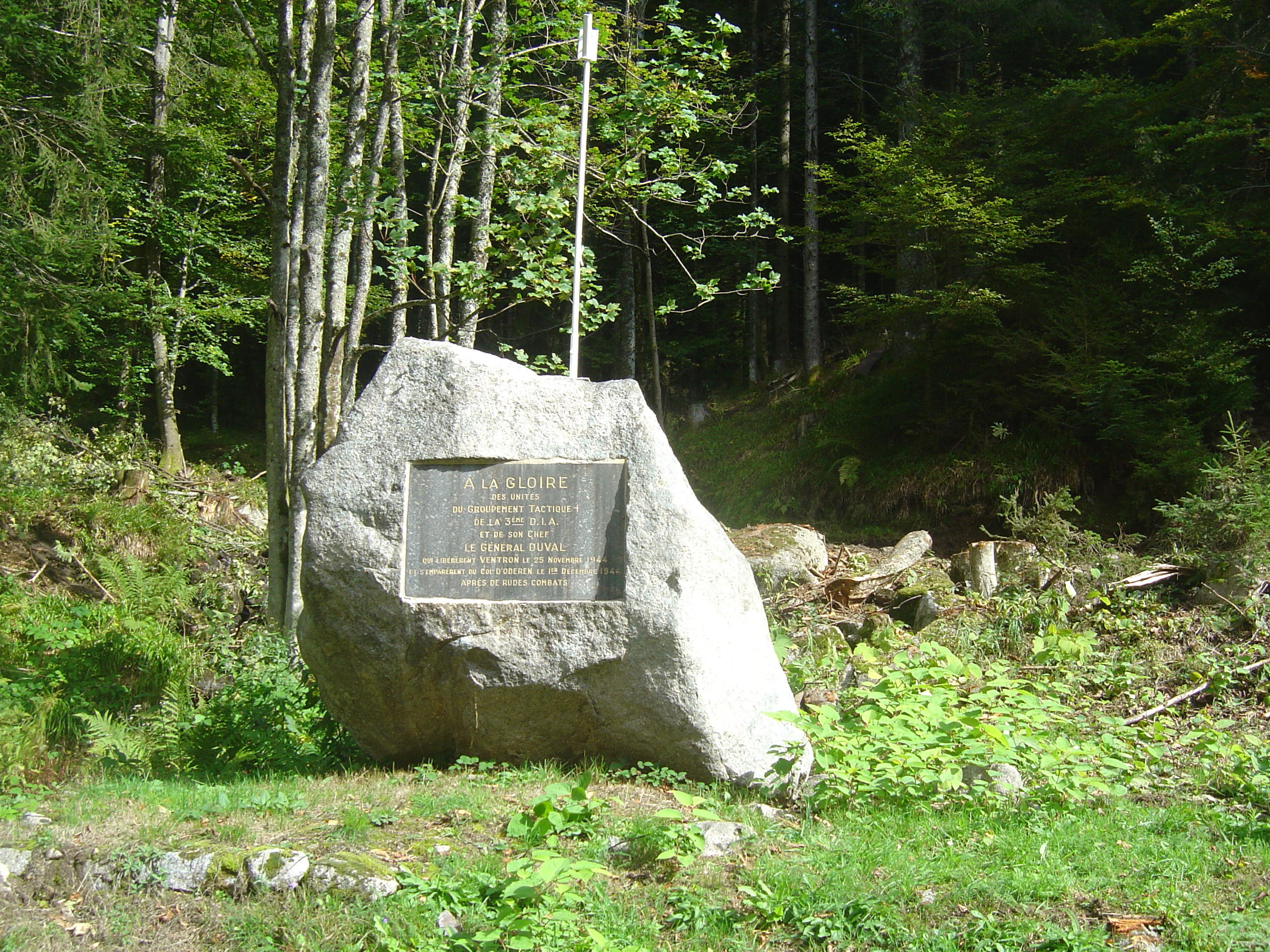
Monument en mémoire de la reprise de ce col le 1er décembre 1944 par les troupes de la 3e division d'infanterie algérienne.